# Irian Zachodni

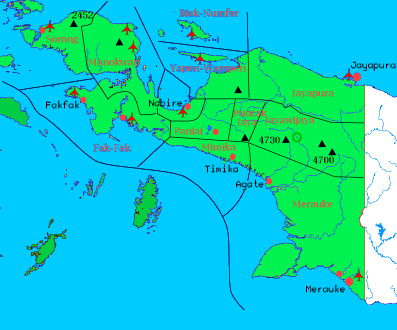
Mapa Irianu Zachodniego (opublikowana w 2004)

Irian Zachodni (indonez. Irian Barat) – dawna prowincja Indonezji, istniejąca w latach 1963–2001, obejmująca zachodnią część wyspy Nowa Gwinea oraz wyspy do niej przyległe.

## Historia

### Powstanie prowincji
Obszar prowincji do ok. 1962 r. stanowił terytorium zależne Holandii (Nowa Gwinea Holenderska), do momentu zaatakowania przez Indonezję. Od 1 października 1962 r. do 1 maja 1963 pod administracją ONZ, po czym terytorium zostało przekazane pod zarząd Indonezji.
Wtedy to zmieniono jego nazwę na Irian Zachodni (Irian to dawne indonezyjskie określenie Nowej Gwinei, lecz w Polsce nie stosowano nazwy Zachodnia Nowa Gwinea), a nazwę jego stolicy na Kotabaru (Kota Baru). Po przeprowadzonym referendum Irian Zachodni został przyłączony do Indonezji jako kolejna prowincja. Sposób przeprowadzenia referendum i co za tym idzie jego wyniki są do tej pory podważane przez rdzenną ludność domagającą się niepodległości i nazywającą ten obszar Zachodnią Papuą.
W 1966 r. ponownie zmieniono nazwę stolicy z Kotabaru na Sukarnopura, a w 1969 r. zmieniono ją na Djajapura (reforma ortografii w 1972 r. wprowadziła zapis Jayapura).

### Dalsze dzieje
W 1973 r. zmieniono indonezyjską nazwę prowincji z Irian Barat na Irian Jaya, co w tłumaczeniu znaczy „zwycięski Irian”. Jednak nazwa polska (podobnie jak nazwy w innych językach) nie uległa zmianom i nadal używano formy Irian Zachodni.
W 1999 r. ustawowo podzielono Irian Zachodni na trzy prowincje: Irian Jaya Barat (Irian Jaya Zachodni), Irian Jaya Tengah (Irian Jaya Środkowy) i Irian Jaya Timur (Irian Jaya Wschodni). Ustawa ta nie weszła jednak w życie.
W styczniu 2002 r. zmieniono nazwę prowincji na Papua. Papua uzyskała autonomię.
W 2003 r. prezydent Megawati Sukarnoputri bez konsultacji z ludnością i samorządem podzieliła prowincję na Irian Jaya Barat (Irian Jaya Zachodni) i Papuę i rozpoczęły tworzenie prowincjonalnych administracji. Decyzja o powstaniu tych dwóch prowincji została zaskarżona do Trybunału Konstytucyjnego, który w 2004 r. usankcjonował powstanie prowincji Irian Jaya Barat, lecz uznał za niezgodne z prawem powstanie prowincji Irian Jaya Tengah (rozbieżność orzecznictwa wynikała z tego, że w prowincji Irian Jaya Barat powstała do tego czasu w miarę sprawna administracja, a w prowincji Irian Jaya Tengah nie). Ostatecznie obie prowincje zostały uznane przez następcę Megawati, Susilo Bambang Yudhoyono.
     Papua
     Papua Górska (Pegunungan)
     Papua Środkowa (Tengah)
     Papua Południowa (Selatan)
     Papua Zachodnia (Barat)
     Papua Południowo-Zachodnia (Papua Barat Daya)

Podział administracyjny Irianu Zachodniego (2022)
Papua
Papua Górska (Pegunungan)
Papua Środkowa (Tengah)
Papua Południowa (Selatan)
Papua Zachodnia (Barat)
Papua Południowo-Zachodnia (Papua Barat Daya)

7 lutego 2007 zmieniono nazwę prowincji Irian Jaya Zachodni na Papua Zachodnia (Papua Barat).
W 2022 r. z prowincji Papua wydzielono trzy nowe prowincje, co zostało potwierdzone podpisem prezydenta Indonezji w dniu 25 lipca 2022 r.): Papua Środkowa (Papua Tengah), Papua Górska (Papua Pegunungan) i Papua Południowa (Papua Selatan). Natomiast z prowincji Papua Zachodnia wydzielono nową prowicję Papuę Południowo - Zachodnią (Papua Barat Daya) Jak oficjalnie uzasadniono nowy podział jest zgodny z aspiracjami ludności papuaskiej, ma poprawić dostęp do usług publicznych i przyśpieszyć rozwój gospodarczy tego rejonu. Jednak zmiany te wywołały protesty części organizacji papuaskich.
Obecnie terytorium dawnej prowincji Irian Zachodni to prowincje Papua, Papua Zachodnia, Papua Południowo - Zachodnia, Papua Środkowa, Papua Górska i Papua Południowa.